# Søren Friis (fodboldspiller)
 Der er for få eller ingen kildehenvisninger i denne artikel, hvilket er et problem. Du kan hjælpe ved at angive troværdige kilder til de påstande, som fremføres i artiklen.

 For alternative betydninger, se Søren Friis. (Se også artikler, som begynder med Søren Friis)
Søren Engell Friis (født d. 13. december 1976) er en tidligere dansk fodboldspiller.

## Tidlige karriere
Efter at have tilbragt sine ungdomsår hos de to Horsens-klubber FC Horsens og Stensballe IK, blev Friis i 1994 en del af byens nye fusionsklub AC Horsens, der blev hans første klub som seniorspiller. Her var han tilknyttet holdet der midt i 1990'erne rykkede op i 1. division, inden han i 1999 for en enkelt sæson skiftede tilbage til Stensballe.

## 1. division
Efter kun en enkelt sæson hos Stensballe IK flyttede Friis i 2000 tilbage til AC Horsens, der i 2001 fik den tidligere danske landsholdsspiller Kent Nielsen som cheftræner. Her var han en del af det hold, der i løbet af 2000'erne etablerede sig i toppen af 1. division, og i 2005 rykkede op i SAS Ligaen. Friis spillede en afgørende rolle i at oprykningen blev sikret, da AC Horsens i næstsidste runde af turneringen, den 12. juni 2005, på udebane skulle besejre BK Skjold for at sikre sig forfremmelsen til den bedste række. Friis scorede 10 minutter før tid det afgørende mål, der sikrede horsensianerne oprykningen.

## Superligaen
Efter oprykningen til SAS Ligaen blev sikret var Friis i den første sæson med til overraskende at sikre AC Horsens overlevelse i den bedste række. Blandt andet scorede han den 26. marts 2006 et afgørende hovestødsmål i tillægstiden på udebane mod Viborg FF, der sikrede AC Horsens uafgjort og var med til at sørge for at klubben sluttede med en komfortabel afstand til nedrykningsstregen. I en udekamp mod det andet oprykkerhold SønderjyskE, blev han desuden den første AC Horsens spiller til nogensinde at modtage et rødt kort i Superligaen.
Friis måtte i de efterfølgende sæsoner ofte se sig henvist til bænken, da andre midtbanespillere som Steffen Ernemann og Magne Sturød kandiderede til pladsen på venstrekanten. I sæsonen 2007-08 sluttede AC Horsens på en 5. plads i ligaen, og Friis bidrog til slutplaceringen ved blandt andet at blive matchvinder i en hjemmekamp mod Lyngby Boldklub den 7. oktober 2007, samt at score et mål efter kun få sekunder mod Viborg FF på udebane, den 14. april 2008.
I sæsonen 2008-09 fik Friis igen en mere central rolle på Horsens-holdet, der i sommerpausen havde skilt sig af med den normale spilstyrer Henrik Hansen. Han kunne dog ikke forhindre horsensianernes overvintring på ligaens sidsteplads. I forårssæsonen var han dog tilbage i målscorerrollen, da han blandt andet scorede det ene mål i en 2-1 sejr ude over FC Nordsjælland den 15. marts 2009.